# 常守信
常守信（？—1617年），字可行，號誠所，河南彰德府磁州人，軍籍。明朝政治人物、同進士出身。

## 生平
萬曆七年（1579年）舉己卯科河南鄉試，萬曆十七年（1589年）登己丑科三甲第十名進士，都察院觀政，授行人司行人，十八年丁憂。二十一年補原职，二十二年擢吏部稽勋司主事，二十三年調考功司、文选司，告病归。二十七年降補蘇州府通判，三十年升南京太仆寺丞，三十二年升浙江佥事，三十四年調陕西潼关佥事，三十五年加升参议兼佥事，三十八年升陕西副使，四十年四月升本省参政，四十一年考察去職。四十三年起升湖廣上江防道參政，四十五年致仕，本年卒。才猷敏达，内行醇备。奉庶母如生母，承欢弗替。抚异弟如同胞，让产无恡色。兼周贫赈餒，美難殚述，祀乡贤祠。

## 家族
曾祖常禄。祖父常貴。父常春，壽官。